# 苏黎世火车总站

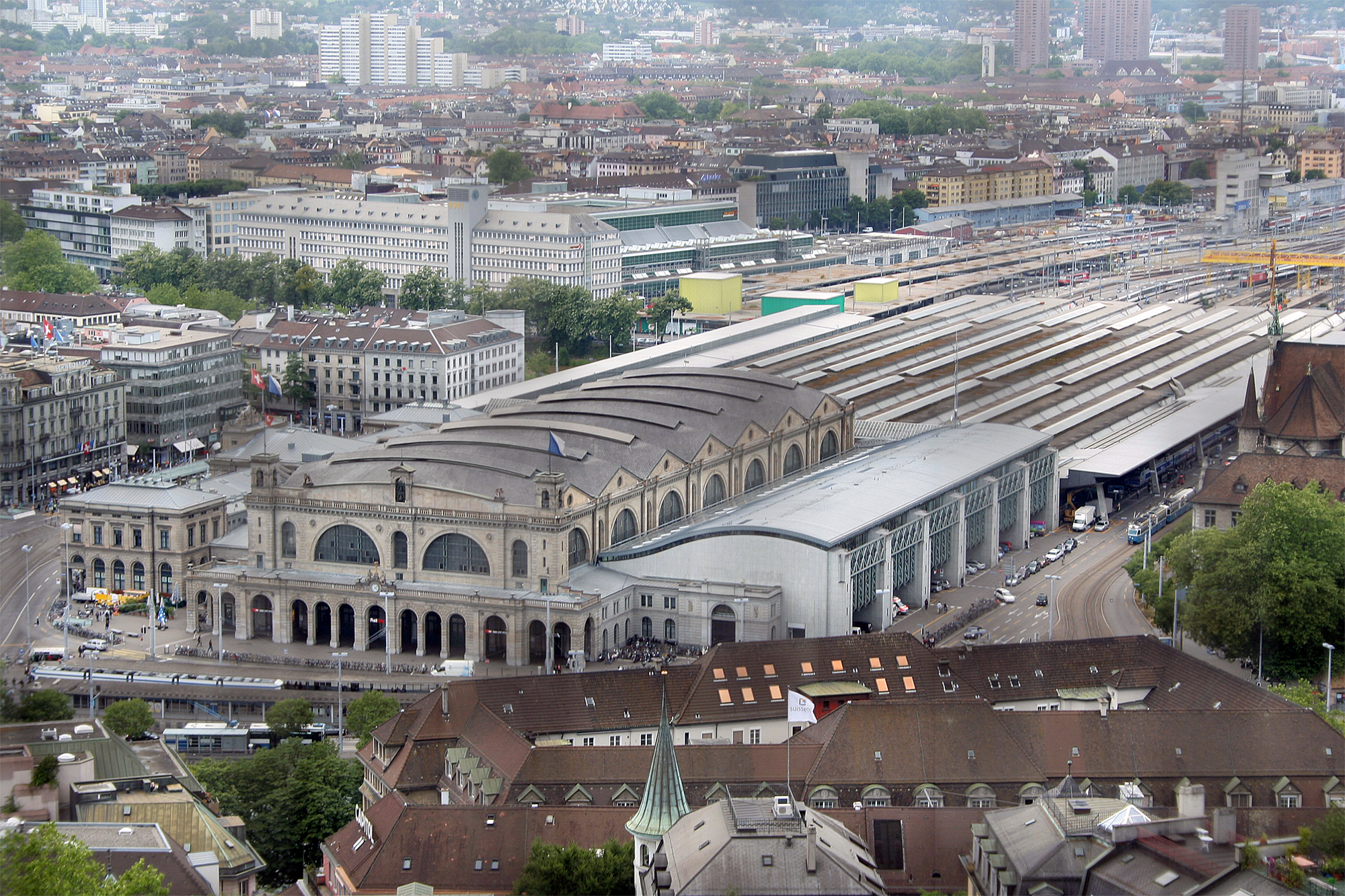
遠眺蘇黎世主火車站

蘇黎世主火車總站（德語：Zürich Hauptbahnhof，简称Zürich HB），又称苏黎世总站、苏黎世中央站，位於蘇黎世市中心，已被列入瑞士国家和区域重要文化财产名录，是瑞士全国最大鐵路車站，现有26个月台。

## 情况
至1991年，苏黎世站无地下通道， 列车进站後，前往其它车站的列车必须掉頭，连接通往其他車站的車頭。主要远途及部分市郊列车停靠在3～18月台。1991年，地下隧道开通（为此设置地底站台四个，为21～24月台，开往苏黎世湖东岸/右岸方向）。现时，苏黎世站正在进行扩建，地底将开辟远途直通车站，并设四个新的地底月台（31～34月台）。为应对大客流，附近的邮局部分已改成临时车站，现为51～54月台区域；地底扩建完成后，该区域将予以撤销。另1、2月台为市郊铁路顶端式地底月台，原先为地铁预留。
苏黎世站地底下有多加商场（RailCity），且由于地处联邦政府区域，可以在周六晚上和周日全天合法经营。苏黎世站的高端候车区限乘坐国际列车一等座及一等年票持票人使用。国际列车如法國的TGV、意大利的Cisalpino、德國的ICE等重要高速列车以及国际卧铺列车，都在苏黎世站停留。另外，车站外的車站大街是世界上最昂貴的一條商店街之一。

## 历史

列车路线

1917年，俄国布尔什维克领导人列宁等革命者乘坐密封列车从此站启程返回俄国。